# Deji Beyreuther
Deji-Ousman Beyreuther (* 6. September 1999 in Göttingen) ist ein deutsch-nigerianischer Fußballspieler.

## Karriere
Nach seinen Anfängen in der Jugend von Sparta Göttingen, des TSV Pattensen und des FSV Frankfurt wechselte er im Januar 2017 in die Jugendabteilung von Eintracht Frankfurt. Für seinen Verein bestritt er 29 Spiele in der A-Junioren-Bundesliga, bei denen ihm insgesamt fünf Tore gelangen. Nachdem er im Herbst 2017 seinen ersten Profivertrag unterschrieben hatte und bereits bei einigen Spielen seines Vereins zum Spieltagskader in der Bundesliga, dem DFB-Pokal und der Europa League gehörte ohne allerdings zum Einsatz zu kommen, wurde er im Januar 2019 für den Rest der Saison in die Regionalliga Nordost zum Chemnitzer FC verliehen. Dort kam er allerdings nur zu zwei Einsätzen und wechselte nach seiner Rückkehr nach Frankfurt im Sommer 2019 in die Regionalliga Südwest zur 2. Mannschaft der TSG 1899 Hoffenheim. Für seinen Verein kam er in zwei Spielzeiten auf insgesamt 37 Einsätze ohne Torerfolg.
Im Sommer 2021 wechselte er in die 3. Liga zum FC Viktoria 1889 Berlin. Dort kam er auch zu seinem ersten Einsatz im Profibereich, als er am 30. Oktober 2021, dem 14. Spieltag, beim 2:1-Heimsieg gegen Borussia Dortmund II in der 64. Spielminute für Erhan Yılmaz eingewechselt wurde.

## Erfolge
- DFB-Pokal-Sieger: 2018
- Meister der Regionalliga Nordost und Aufstieg in die 3. Liga: 2019
- Berliner Landespokalsieger: 2022